# フィリップ・ピエール
フィリップ・ジョセフ・ピエール（Philip Joseph Pierre、1954年9月18日 -）はセントルシアの政治家。2016年より5年間、同国首相（第11代）を務める（在任中の正式な役職名は「首相兼財務・経済開発・青少年経済大臣兼法務・国家安全保障大臣」）。以前は観光・民間航空大臣やセントルシア副首相を歴任している。

## 経歴
母は教師で父は警官という中流階級で生まれ育った。セントメアリーズ・カレッジで中等教育を受け、西インド諸島大学で会計の学士と経営学の修士を取得。母校のセントメアリーズ・カレッジで教師として短期間勤務していた。PwCの監査事務員を務めた他に1985年から1994年まで、ピエールはセントルシア国立研究開発公社の社員としても配属していた経験がある。ピエールは1990年から7年間、単独で経営コンサルタント会社であるフィリップJを起業している。1985年にセントルシア労働党(SLP)に入党し、1986年から1992年まで党の会計担当として下積み生活を送っていた。
1997年には代議院議員として総選挙に初出馬し、当選。1997年から2000年まで観光・民間航空・国際金融サービス大臣を務めた。2011年12月、彼は副首相兼インフラ・港湾サービス・運輸大臣に就任した。2016年の総選挙では議席を保持できたものの、労働党は敗北したため、ケニー・アンソニーは首相・労働党党首の辞任に追い込まれた。同年6月18日にアンソニーの後任として、ピエールが労働党党首となった。2021年の総選挙で労働党が17議席中13議席を獲得したことで大勝利を遂げた。
2021年の総選挙の結果を受けて、同年7月18日に首相へ就任した。